# Only Time: The Collection
Only Time: The Collection е бокс сет на ирландската певица, композиторка и музикантка Еня, издаден на 11 ноември 2002 г. Съдържа 51 парчета на четири диска, обхващащи дебютния ѝ албум от 1987 г. Enya до сингъла ѝ от 2002 г. May It Be. Включена е брошура от 48 страници с бележки и текстове на нейната дългогодишна текстописка Рома Райън. Видеото на Oíche Chiúin също е включено в четвъртия диск, като изпълнението идва от програмата на Би Би Си Christmas Day in the Morning (излъчено на 25 декември 1996 г.) и е записано в катедралата „Крайст Чърч“ в Дъблин, Ирландия. В допълнение към това видео, което може да се възпроизвежда на компютър, има и скрийнсейвър в мотива на пбложката и слайдшоу от снимки от брошурата. Тази версия е лимитирана в световен мащаб до 200 хил. бройки с продажби в САЩ от над 60 хил. бройки. Подборът на песните е на Еня, Ники Райн и Рома Райън.

## Списък с песни

### Диск 1
| №   | Име                                                  | Време |
| --- | ---------------------------------------------------- | ----- |
| 1.  | Watermark                                            | 2:24  |
| 2.  | Exile                                                | 4:20  |
| 3.  | Aldebaran                                            | 3:05  |
| 4.  | March of the Celts                                   | 3:15  |
| 5.  | Boadicea                                             | 3:28  |
| 6.  | The Sun in the Stream                                | 2:54  |
| 7.  | On Your Shore                                        | 3:59  |
| 8.  | Cursum Perficio                                      | 4:06  |
| 9.  | Storms in Africa (original Версия на ирландски език) | 4:03  |
| 10. | The Celts                                            | 2:56  |
| 11. | Miss Clare Remembers                                 | 1:59  |
| 12. | I Want Tomorrow                                      | 4:00  |

- Парчета 3, 4, 5, 6, 10 и 12: първоначално включени в албума Enya
- Парчета 1, 2, 7, 8, 9 и 11: първоначално включени в албума Watermark

### Диск 2
| №   | Име                   | Време |
| --- | --------------------- | ----- |
| 1.  | Orinoco Flow          | 4:25  |
| 2.  | Ebudæ                 | 1:53  |
| 3.  | River                 | 3:10  |
| 4.  | The Longships         | 3:36  |
| 5.  | Na Laetha Geal M'Óige | 3:54  |
| 6.  | Book of Days          | 2:55  |
| 7.  | Shepherd Moons        | 3:42  |
| 8.  | Caribbean Blue        | 3:56  |
| 9.  | Evacuee               | 3:49  |
| 10. | Evening Falls...      | 3:46  |
| 11. | Lothlórien            | 2:08  |
| 12. | Marble Halls          | 3:51  |

- Парчета 1, 3, 4, 5 и 10: първоначално включени в албума Watermark
- Парчета 2, 6, 7, 8, 9, 11 и 12: първоначално включени в албума Shepherd Moons

### Диск 3
| №   | Име                          | Време |
| --- | ---------------------------- | ----- |
| 1.  | Afer Ventus (*)              | 4:06  |
| 2.  | No Holly for Miss Quinn      | 2:40  |
| 3.  | The Memory of Trees          | 4:18  |
| 4.  | Anywhere Is                  | 3:58  |
| 5.  | Athair Ar Neamh              | 3:39  |
| 6.  | China Roses                  | 4:47  |
| 7.  | How Can I Keep from Singing? | 4:22  |
| 8.  | Hope Has a Place             | 4:44  |
| 9.  | Tea-House Moon               | 2:41  |
| 10. | Pax Deorum                   | 4:58  |
| 11. | Eclipse                      | 1:30  |
| 12. | Isobella                     | 4:27  |

* неправилно изписан като After Ventus в списъците с песни
- Парчета 1, 2 и 7: първоначално vключени в албума Shepherd Moons
- Парчета 3, 4, 5, 6, 8, 9 и 10: първоначално включени в албума The Memory of Trees
- Песен 11: първоначално включена в албума A Box of Dreams
- Песен 12: първоначално включена в албума A Day Without Rain

### Диск 4
| №   | Име                                 | Време |
| --- | ----------------------------------- | ----- |
| 1.  | Only Time                           | 3:38  |
| 2.  | A Day Without Rain                  | 2:38  |
| 3.  | Song of the Sandman (Lullaby)       | 3:40  |
| 4.  | Willows on the Water                | 3:00  |
| 5.  | Wild Child                          | 3:47  |
| 6.  | Flora's Secret                      | 4:05  |
| 7.  | Fallen Embers                       | 2:29  |
| 8.  | Tempus Vernum                       | 2:24  |
| 9.  | Deora Ar Mo Chroí                   | 2:48  |
| 10. | One by One                          | 3:53  |
| 11. | The First of Autumn                 | 3:08  |
| 12. | Lazy Days                           | 3:43  |
| 13. | May It Be (single version)          | 3:30  |
| 14. | Oíche Chiúin (Silent Night)         | 3:45  |
| 15. | Oíche Chiúin (Silent Night) (Video) | 3:45  |

* С любезното съдействие на Телевизия Би Би Си
- Парчета 1, 2, 5, 6, 7, 8, 9, 10, 11 и 12: първоначално включени в албума A Day Without Rain
- Песен 3: първоначално включена като B страна на сингъла Wild Child
- Песен 4: първоначално включена в албума A Box of Dreams
- Песен 13: първоначално включен в албума The Lord of the Rings: The Fellowship of the Ring

## Продукция
- Всички инструменти и гласове са на Еня. Всички песни са изпълнени от Еня с изключение на Storms in Africa – африкански ръчни барабани Крис Хюз, ръчни перкусии Ники Райън
- Музиката е композирана от Еня
- Текстовете са на Рома Райън с изключение на  традиционните песни Marble Halls, How Can I Keep from Singing и Oíche Chiúin
- Продуцент Ники Райън
- Инженеринг Ники Райън
- Аранжимент на Еня и Ники Райън
- Дизайн и художествена режисура на Stylorouge
- Фотография от Саймън Фаулър в Syon House Мидълсекс
- Стайлинг на Мишел Клептън
- Прическа и грим на Аран Гест

## Седмични класации
| Класация                      | Топ позиция |
| ----------------------------- | ----------- |
| Нидерландия (Album Top 100)   | 37          |
| Германия (Offizielle Top 100) | 93          |